# Daphnella souverbiei
Daphnella souverbiei é uma espécie de gastrópode do gênero Daphnella, pertencente à família Raphitomidae.